# Посольский приказ
Посо́льский прика́з — центральное правительственное учреждение (прика́з) в России в 1549—1720 годах, ведавшее отношениями с иностранными государствами, выкупом и обменом пленными, управлявшее рядом территорий на юго-востоке страны, некоторыми категориями служилых людей и так далее.
Посольским приказом руководил Посольский дьяк или Приказной дьяк.

## История

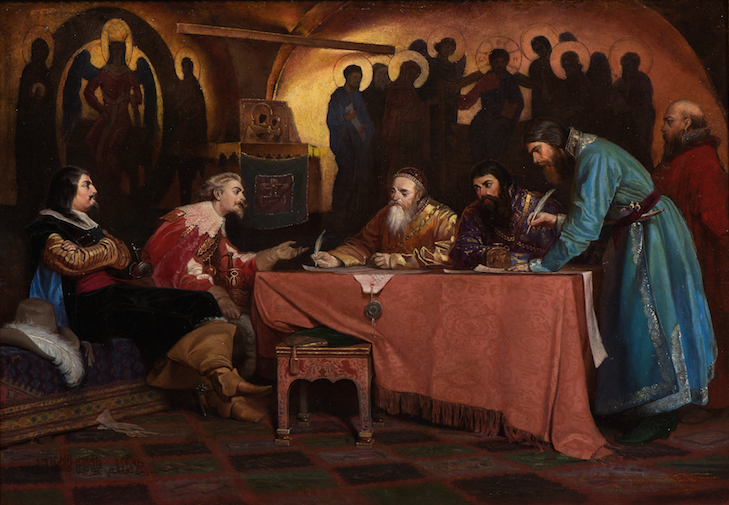
В. Г. Шварц «Иностранные посланники в Посольском приказе» (1867), ГИМ. Вероятно, на картине изображены Филипп Крузиус и Отто Бругман — голштинские посланники из посольства Адама Олеария, прибывшие к царю Михаилу Фёдоровичу

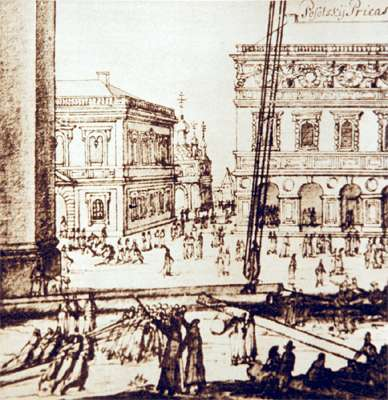
Фрагмент здания Посольского приказа в Кремле на рисунке Э. Пальмквиста «Подъём колокола на Ивановскую колокольню» (1675 г.) (справа)

При Иване Васильевиче все рукописи хранились непосредственно в царских покоях, в особой «посольской палате». При его сыне, Фёдоре Ивановиче, было сооружено специальное здание Посольского приказа, а во времена царствования Алексея Михаиловича было построено новое здание, получившее в 1667 году наименование Государственного приказа посольской печати.
Приказ образован в 1549 году в связи с расширением внешнеполитической деятельности Русского государства. В основании и деятельности 1550—1560-х годов видную роль сыграл И. М. Висковатов. В конце XVI века в Посольском приказе под началом «посольского думного дьяка» и его «товарища» работали 15—17 подьячих и несколько толмачей (переводчиков).
В XVII веке рост международного значения Русского государства вызвал существенное расширение функций Посольского приказа и его штатов (в 1689 году он включал уже 53 подьячих, 22 переводчика и 17 толмачей). Структурно он делился по территориально-государственному признаку на повытья. Кроме того, с 1621 года дьяки Посольского приказа специально для царей Михаила Фёдоровича и Алексея Михайловича стали готовить рукописные «Вестовые письма» — первую русскую газету. Источником информации из-за границы служили иностранные газеты, новости внутри страны поступали из различных приказов.
На Посольский приказ было возложено общее руководство внешней политикой страны и вся текущая дипломатия: отправка русских посольств за границу, приём и отпуск иностранных посольств, подготовка текстов инструкций («наказов») русским послам и переписка с ними, подготовка соглашений, ведение переговоров, а с начала XVIII века также назначение и контроль за действиями постоянных русских дипломатических представителей за границей. Переписка царя и других руководителей государства требовала специальной защиты информации, поэтому Посольский приказ был центром криптографической деятельности. Здесь создавались шифры и рекомендации по их использованию, передавались или посылались ключи, зашифровывались и расшифровывались документы.
Посольский приказ ведал иностранными купцами во время их пребывания в России и вообще всеми приезжими иноземцами. Кроме того, он занимался выкупом и обменом русских пленных, управлял вновь присоединяемыми территориями (Казанское и Астраханское ханства, Сибирь, Смоленская земля и др.), ведал служилыми татарами-помещиками центральных уездов.
По сведениям Григория Котошихина, в юрисдикцию Посольского приказа входили:
- все служащие: переводчики, послы-толмачи, подьячие или другие лица, занятые в судебных тяжбах, кроме «татебных и разбойных дел» (кража и уголовные преступления);
- иностранные купцы, народности принявшие подданство Царя, в том числе иностранцы на военной службе, доктора, аптекари, лекари и комедианты;
- почтовая служба;
- лица, отправленные за границу на обучение;
- военнопленные и финансовые дела, связанные с их выкупом;
- землевладельцы Строгановы;
- денежные сборы с татарских поселений Романов посад (Романова ямская слобода, ныне Тутаев), Касимов, Елатьма, Ерахтур.

Во второй половине XVII века Посольскому приказу подчинялись Малороссийский приказ, приказ Великого княжества Литовского, Смоленский приказ.

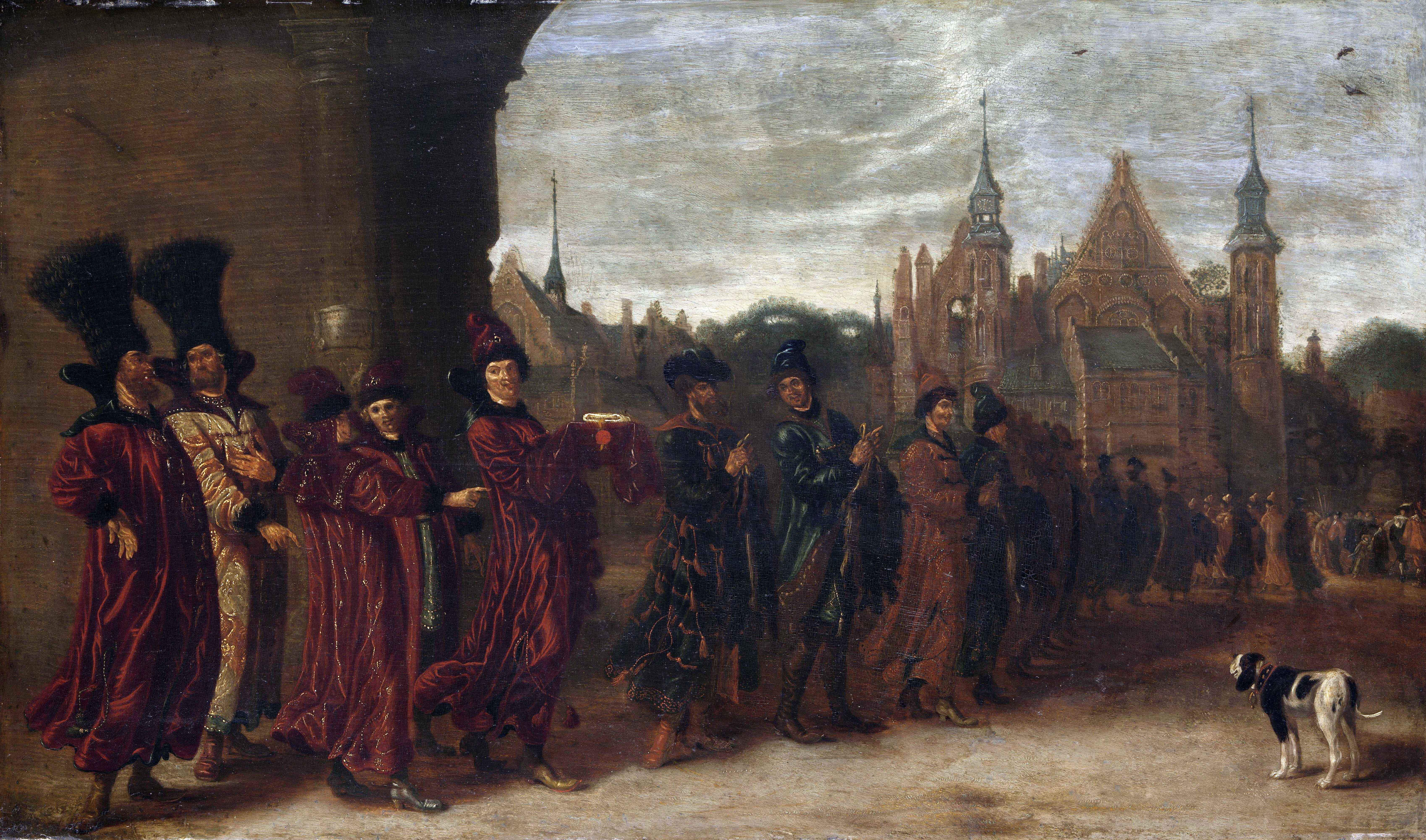
Московская делегация в Гааге в 1631 г., Рейксмюсеум

Государства, которыми ведал Посольский приказ, распределялись по повытьям так:
1-е повытье: Папский престол, Священная Римская империя германской нации, Испания, Франция, Англия (и все протокольные вопросы).
2-е повытье: Швеция, Польша, Валахия, Молдавия, Турция, Крым, Голландия, Гамбург, ганзейские города, греки и приезды «греческих властей» (Константинопольский патриарх).
3-е повытье: Дания, Бранденбург, Курляндия (и все дела, относящиеся к ведению технического обеспечения сношений: переводчики, толмачи, драгоманы, переписчики, золотописцы).
4-е повытье: Персия, Армения, Индия, Калмыцкое государство, донские казаки (Донская республика), а также всё, что относилось к связи: дипломатическая почта и почта в целом, курьеры, гонцы, вестовые, связные, служба обеспечения безопасности дипломатических работников («расправные дела») и торговое представительство.

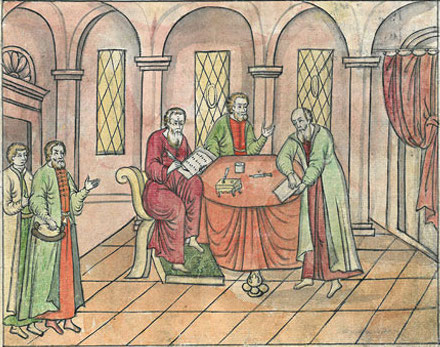
Работа в посольском приказе Ивана Граматина и Фёдора Лихачёва

5-е повытье: Китай, Бухара, Ургенч (Хива), сибирские калмыки (Чжунгарское государство), Грузия и обеспечение экипировки посольских работников и оформление приёмов (суконное дело, позументное, полотняные заводы и т. д.).
В Посольском приказе хранились государственные печати (которые прикладывались к дипломатическим и внутриполитическим актам), а также государственный архив, включавший важнейшую внешнеполитическую и внутриполитическую документацию.
С 17 июня 1667 года во главе Посольского приказа стояли уже не дьяки, а бояре. Само управление стало именоваться «Государственным приказом посольской печати».

### Посольская Канцелярия
В начале XVIII века в результате реформ Петра I руководство внешними сношениями перешло от Посольского приказа к Посольской канцелярии. Сначала это была Походная посольская канцелярия, сопровождавшая Петра I во всех его поездках и существовавшая параллельно с Посольским приказом, оставшимся в Москве. Первое упоминание о ней датируется 1702 годом. С 1710 года постоянно находилась в Санкт-Петербурге. Возглавлялась президентом Ф. А. Головиным, канцлером Г. И. Головкиным и вице-канцлером П. П. Шафировым. В 1716 году со введением коллегиального порядка принятия решений была переименована в Посольскую коллегию.
Посольский приказ окончательно прекратил существование не позднее 1720 года, когда начала действовать Коллегия иностранных дел, образованная указами Петра I от 11 (22) и 15 (26) декабря 1717 года. Посольская коллегия действовала до 1720 года.

## Главы
| №                 | Имя                    | Полномочия | Полномочия | Действующий глава государства                 |
| №                 | Имя                    | Начало     | Окончание  | Действующий глава государства                 |
| ----------------- | ---------------------- | ---------- | ---------- | --------------------------------------------- |
| Посольский приказ |                        |            |            |                                               |
| 1                 | Иван Висковатов        | 1549       | 1570       | Иван IV                                       |
| 2                 | Андрей Щелкалов        | 1570       | 1594       | Иван IV, Фёдор I Иоаннович, Борис Годунов     |
| 3                 | Василий Щелкалов       | 1594       | 1601       | Борис Годунов                                 |
| 4                 | Афанасий Власьев       | 1601       | 1605       | Борис Годунов, Фёдор II Годунов, Лжедмитрий I |
| 5                 | Иван Грамотин          | 1605       | 1606       | Лжедмитрий I                                  |
| 6                 | Пётр Третьяков         | 1608       | 1610       | Василий Шуйский                               |
| 7                 | Иван Грамотин          | 1610       | 1612       | Лжедмитрий II                                 |
| 8                 | Пётр Третьяков         | 1612       | 1618       | Михаил Фёдорович                              |
| 9                 | Иван Грамотин          | 1618       | 1635       | Михаил Фёдорович                              |
| 10                | Фёдор Лихачёв          | 1635       | 1643       | Михаил Фёдорович                              |
| 11                | Алмаз (Ерофей) Иванов  | 1653       | 1667       | Михаил Фёдорович, Алексей Михайлович          |
| 12                | Афанасий Ордин-Нащокин | 1667       | 1671       | Алексей Михайлович                            |
| 13                | Артамон Матвеев        | 1671       | 1676       | Алексей Михайлович, Фёдор III Алексеевич      |
| 14                | Ларион Иванов          | 1676       | 1682       | Фёдор III Алексеевич, Пётр I                  |
| 15                | Василий Голицын        | 1682       | 1689       | царевна Софья                                 |
| 16                | Емельян Украинцев      | 1689       | 1697       | Пётр I                                        |
| 17                | Лев Нарышкин           | 1697       | 1699       | Пётр I                                        |
| 18                | Фёдор Головин          | 1699       | 1706       | Пётр I                                        |
| 19                | Пётр Шафиров           | 1706       | 1708       | Пётр I                                        |
| 20                | Гаврила Головкин       | 1708       | 1717       | Пётр I, Екатерина I, Пётр II, Анна Иоанновна  |